# Полька Сяккиярви
Полька Сяккиярви (фин. Säkkijärven polkka) — карело-финская полька, исполняемая аккордеонистами. Изначально песня собрана из трёх народных мелодий из округи посёлка Сяккиярви (ныне Кондратьево Выборгского района). Песня растиражирована впервые в пластинках норвежско-американским гармонистом Вилли Ларсеном в 1928, но по-настоящему известна благодаря пластинкам Вильо «Вили» Вестеринена (1907—1961), Лассе Пихлаямаа (1916—2007) и Бориса Тихонова (1919—1977).

## Послевоенная история
Знаменитый финский поэт-песенник Рейно Хелисмаа написал текст на мелодию польки. Эту песню исполняли многие певцы — Йорма Икявалко, Эса Пакаринен и Эско Тойвонен (дуэтом), ансамбль Kipparikvartetti. Близка по мелодии и послевоенная песня «Sellainen ol Viipuri» (фин. Вот таким был Выборг), являющаяся переводом немецкой песни «Abends in dem kleinen Städtchen» 1924 композитора Ральфа Бенатцки.
В Советском Союзе мелодия была известна под названием «Карело-финская полька» и широко исполнялась в переложениях для баяна и гармони. На мелодию польки Хельми Ивановна Мальми поставила танец в Национальном ансамбле песни и танца Карелии «Кантеле».

## В культуре
- Полька прозвучала в фильме «Ленинградские ковбои едут в Америку» в исполнении группы Sleepy Sleepers и в фильме «Белые росы» в исполнении Николая Караченцова.
- Наряду с Nokia Tune, мелодия польки Сяккиярви, под названием Type 7, была одним из рингтонов Nokia 2110, который был первым из телефонов Nokia с монофоническим звонком.
- В полнометражном фильме по аниме Girls und Panzer полька исполняется на кантеле командиром финской команды в сцене боя финского БТ-42 с танками M26.